# ドヨルの粉モンクエスト
『ドヨルの粉モンクエスト』（ドヨルのこなモンクエスト）は、ABCテレビで2015年10月25日（10月24日深夜）より12月27日（12月26日深夜）まで日曜1:45 - 2:15（土曜25:45 - 26:15）に放送されていたバラエティ番組。

## 概要
『ドヨルの妄想族』に続く、ジャニーズWEST司会による『「エビシーラボ」・ドヨルシリーズ』の第2弾。
関西発祥のお好み焼き、たこ焼き、焼きそばなどといったいわゆる「粉もん料理」は、西日本でもそれが多数派生されているが、その最も西端にある「粉もん」に長崎県で発祥されているいなほ焼きなるものがある。この番組はMCを務めるジャニーズWESTのメンバー7人が車、電車、徒歩にそれぞれ2名ずつ（車は3人）乗り込み、双六形式で西日本各地の粉もん料理を食べながら、いなほ焼きを目指すというストーリー仕立てのバラエティーになっている。

## チーム構成
- 車チーム　中間淳太、神山智洋、藤井流星
- 電車チーム　重岡大毅、小瀧望
- 出身地チーム　桐山照史、濵田崇裕

## ルール
- 車チーム　リッター5㎞の高燃費車を使用。ガソリンスタンドで3個のサイコロを振り、その出た目の合計数の分のリッターのガソリンを入れて移動する。止まった場所で指定された粉もん料理を完食すれば、次のサイコロを振ることができる
- 電車チーム　スタートの駅で電車に乗る人に声をかけ、その人が下りる駅まで移動する。その駅で指定された粉もん料理を食べると、次の人に声かけをする
- 出身地チーム　街頭に出て、そこにいる人の出身地を訪ね、それを聞いた人の出身地に移動して、指定された粉もん料理を食べると、次の人に声をかける。長崎県出身の人であればそれがゴールとなるが、出身地によっては必ずしも西日本だけでなく、東日本や外国に飛ばされる可能性がある